# Municipio de Sangamon (Illinois)
El municipio de Sangamon (en inglés: Sangamon Township) es un municipio ubicado en el condado de Piatt en el estado estadounidense de Illinois. En el año 2010 tenía una población de 2357 habitantes y una densidad poblacional de 19,26 personas por km².

## Geografía
El municipio de Sangamon se encuentra ubicado en las coordenadas 40°7′15″N 88°30′59″O / 40.12083, -88.51639. Según la Oficina del Censo de los Estados Unidos, el municipio tiene una superficie total de 122.37 km², de la cual 122,2 km² corresponden a tierra firme y (0,14 %) 0,17 km² es agua.

## Demografía
Según el censo de 2010, había 2357 personas residiendo en el municipio de Sangamon. La densidad de población era de 19,26 hab./km². De los 2357 habitantes, el municipio de Sangamon estaba compuesto por el 98,39 % blancos, el 0,17 % eran afroamericanos, el 0,13 % eran amerindios, el 0,25 % eran asiáticos, el 0,25 % eran de otras razas y el 0,81 % eran de una mezcla de razas. Del total de la población el 1,23 % eran hispanos o latinos de cualquier raza.